# Loni Love
Loni Love (Detroit, 12 de julio de 1971) es una comediante y actriz estadounidense. Mientras trabajaba como ingeniera eléctrica en 2003, Love comenzó a cursar una carrera en ingeniería musical. Fue finalista del programa Star Search 2003 y fue nombrada en la lista de los "10 comediantes para tener en cuenta" tanto en Variety como en Comedy Central en 2009. Actualmente es una de las presentadoras del programa de entrevistas The Real junto a Jeannie Mai, Tamera Mowry y Adrienne Houghton, producción que se estrenó el 15 de julio de 2013.

## Filmografía

### Cine y televisión
| Cine         | Cine                                     | Cine          | Cine       |
| Año          | Título                                   | Rol           | Notas      |
| ------------ | ---------------------------------------- | ------------- | ---------- |
| 2016         | Mother's Day                             | Kimberly      |            |
| 2015         | Bad Asses on the Bayou                   | Carmen        |            |
| 2015         | Paul Blart: Mall Cop 2                   | Donna Ericone |            |
| 2014         | Gutshot Straight                         | Señora Love   |            |
| 2014         | Bad Asses                                | Carmen        |            |
| 2004         | Soul Plane                               | Shaniece      |            |
| 2004         | With or Without You                      | Mesera        |            |
| Televisión   |                                          |               |            |
| Year         | Title                                    | Role          | Notes      |
| 2017         | Kevin Can Wait                           | Yvette        | Invitada   |
| 2016         | Worst Cooks in America                   | Ella misma    | Ganadora   |
| 2015         | American Dad!                            | Iris          | Invitada   |
| 2014         | The Ellen DeGeneres Show                 | Ella misma    | Invitada   |
| 2014         | I Love the 2000s                         | Ella misma    |            |
| 2013–present | The Real                                 | Presentadora  |            |
| 2012         | Bethenny                                 | Ella misma    |            |
| 2011         | Whitney                                  | Enfermera     |            |
| 2011         | Kickin' It                               | Marge         | Recurrente |
| 2011–2013    | After Lately                             | Ella misma    |            |
| 2010         | The Gossip Queens                        | Ella misma    |            |
| 2009         | Wildest TV Show Moments                  | Ella misma    |            |
| 2009         | D. L. Hughley Breaks the News            | Ella misma    |            |
| 2008         | GSN Live                                 | Ella misma    |            |
| 2008         | Phineas and Ferb                         | Ella misma    | Invitada   |
| 2008–2014    | Chelsea Lately                           | Ella misma    |            |
| 2008–2014    | TruTV Presents: World's Dumbest...       | Ella misma    |            |
| 2008         | Chocolate News                           | Ella misma    |            |
| 2008         | Comics Unleashed                         |               |            |
| 2006         | Thick and Thin                           | Viola         | Regular    |
| 2005         | The Tonight Show with Jay Leno           | Ella misma    | Invitada   |
| 2005         | Weekends at the DL                       | Ella misma    | Panelista  |
| 2005         | Cuts                                     | Pepper        | Invitada   |
| 2004–2007    | Ned's Declassified School Survival Guide |               | Recurrente |
| 2004         | Girlfriends                              | Invitada      |            |
| 2004         | Redlight, Greenlight                     | Ella misma    | Invitada   |
| 2004         | Premium Blend                            | Ella misma    |            |
| 2003–2004    | Hollywood Squares                        | Ella misma    |            |
| 2003         | Star Search                              | Ella misma    | Finalista  |
| 2003         | I Love the '70s                          | Ella misma    | Regular    |
| 2003         | I Love the '80s Strikes Back             | Ella misma    | Regular    |